# 墨西哥国歌
墨西哥国歌 （西班牙語：Himno Nacional Mexicano）启用于1854年，于1943年成为官方国歌。其歌词是由诗人弗朗西斯科·冈萨雷斯·博卡内格拉于1853年创作的；1854年，雅伊梅·努诺·罗卡为歌词谱曲，使这首歌得以在当年的墨西哥国庆日（9月16日）首次亮相。
墨西哥国歌在非正式场合有时被称作（西班牙语，意为“墨西哥人，响应战争召唤”），这取自副歌部分的第一句。
国歌演奏时，将右手手心朝下平放于左胸前，以示敬礼。

## 历史

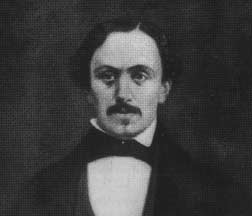
弗朗西斯科·冈萨雷斯·博卡内格拉

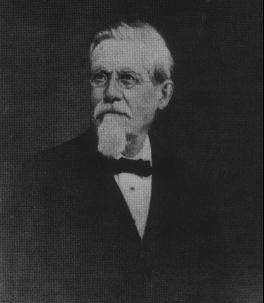
雅伊梅·努诺·罗卡

墨西哥于19世纪初自西班牙独立出来后，社会上有许多流行的爱国歌曲被人试图推选为国歌，但均告失败。美墨战争后，墨西哥被迫面对割让大半国土的残酷现实，国内民族主义热潮高涨，在这种背景下，总统安东尼奥·洛佩斯·德·桑塔·安纳于1853年宣布举行一项全国竞赛，为新国歌创作歌词。参赛者之一的诗人弗朗西斯科·冈萨雷斯·博卡内格拉原本并不想参赛。但他的未婚妻对他的能力十分信任，并且通过欺骗把他锁进了自己父母的房间，要求他写出参赛诗歌，否则就不放他出来。四小时后，弗朗西斯科终于靠挂在房里的史诗般的历史画产生了灵感，写下了十段诗歌，从门底下递了出去，以此重获自由。他抒写了墨西哥人在战争中表现出的爱国热情和英勇气概，令他的未婚妻和岳父很满意。后来，这份作品在竞赛中得到了评委的一致通过。
歌词竞赛进行的同时举行了歌谱竞赛。胜者是乔瓦尼·博泰西尼，但其作品的胜出因美学问题而遭驳回。这引发了为歌词征求曲谱的第二次全国比赛。最终，为冈萨雷斯的歌词所选择的音乐来自雅伊梅·努诺·罗卡，一名生于西班牙加泰罗尼亚的乐队指挥家。第二次竞赛进行时，他已被在古巴会见过他的桑塔·安纳总统请来指挥几个墨西哥军乐队。努诺名为《上帝和自由》（Dios y libertad）的音乐于1854年8月12日从被提交的数份作品中脱颖而出，国歌于同年独立日（9月16日）获正式通过，首演于在圣安纳剧院（现为墨西哥国立剧院），由乔瓦尼·博泰西尼指挥，女高音克劳迪娅·弗洛伦蒂和男高音洛伦佐·萨尔维演唱。
在努诺的作品被选为国歌后不久，他就离开了墨西哥，在美国纽约州的布法罗度过了余生。当他在1901年访问墨西哥的时候，他得到了国家级的欢迎，得到一枚金牌和不少钱。他在1908年去世，而在1943年对国歌的修改尘埃落定后不久，他的遗体被迎到墨西哥，举行国葬，葬于英雄纪念堂。词作者弗朗西斯科也葬在那里。

## 歌词

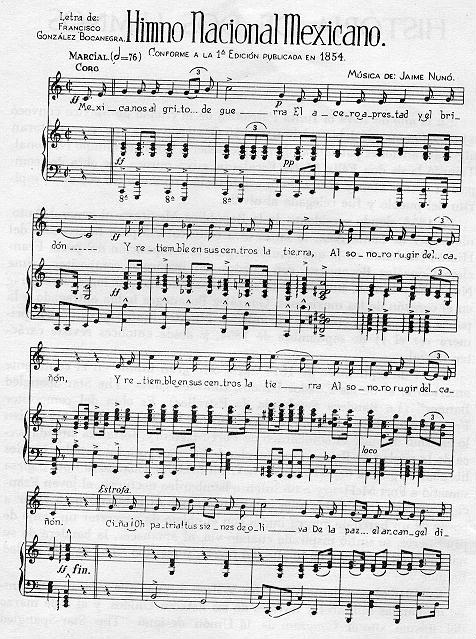
乐谱（第一页）

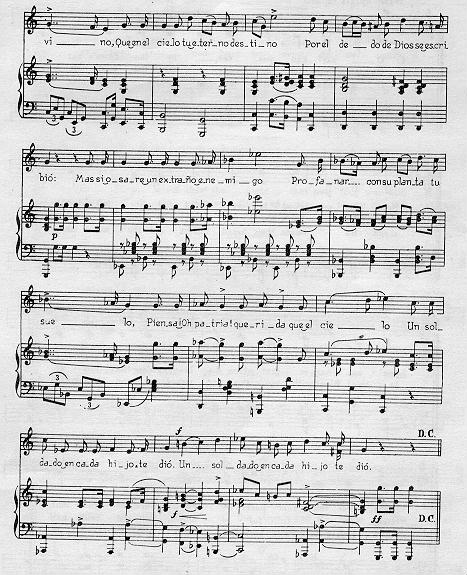
乐谱（第二页）

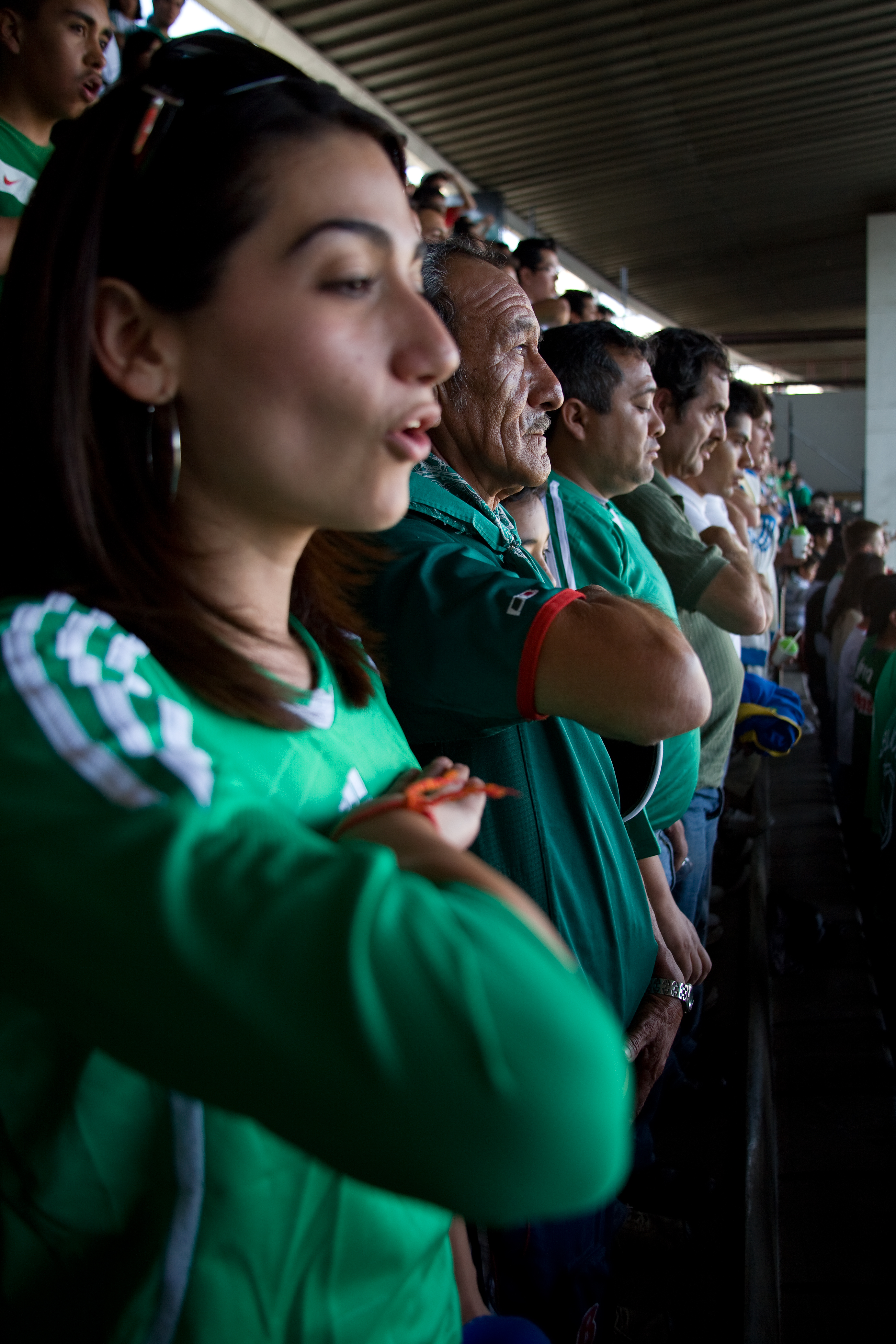
墨西哥足球迷赛前唱国歌

歌词由10段诗节（如今只有第一、五、六、十段被选入国歌）和副歌组成，在正式被确定为国歌前，国歌的歌词由于墨西哥的政治变迁被数度更改。
|  | 副歌： 墨西哥人，响应战争召唤， 备好刀剑骏马，奔赴疆场。 只要我们的大炮在怒吼， 地球的心脏也要颤抖。 只要我们的大炮在怒吼， 地球的心脏也要颤抖！                                                               |
|  | 第一节： 祖国啊！你额上的橄榄冠 为神圣的和平天使所赠。 那天主之手已经在天堂中 描绘出你的永恒命运。 但若有胆大包天的外敌 敢来践踏并亵渎你的国土， 至爱的祖国，你可知上苍 赐你个个子民会作战？                   |
|  | 第五节： 战争，战争不息地针对着 妄图玷污国徽的任何人！ 战争，战争！让爱国者的旌旗 浸泡在血海的波澜中。 战争，战争！让恐怖的炮声 如惊雷轰鸣，震彻千山万水， 在不绝于耳的铿锵声浪中， 我们高呼着：“团结！自由！” |
|  | 第六节： 祖国，子民们曾手无寸铁， 只能在枷锁下忍辱负重。 你的田野上注满了鲜血， 先烈曾在此浴血奋战。 你的庙宇、宫殿和宝塔， 随着骇人的轰响声坍塌， 它们的废墟好像在诉说： 这里是万千英雄的祖国。               |
|  | 第十节： 祖国！祖国！儿女向你宣誓， 为你的福祉拼尽最后一口气。 若那号角把尚武之声传扬， 他们就上战场显英豪。 为你献上橄榄枝的花环， 以此来铭记生民的荣耀！ 为你献上胜利者的桂冠， 以此来祭奠烈士的陵墓！       |